# Formazione dei Nine Inch Nails
Le varie formazioni live dei Nine Inch Nails, divise per tour:

## Formazioni Live

### Tour di Pretty Hate Machine (Ottobre 1989 - Settembre 1991)
(Tour promozionale di Pretty Hate Machine; tour di supporto ai The Jesus and Mary Chain; tour di supporto a Peter Murphy; Hate '90; Lollapalooza '91; tour europeo del 1991)
- Trent Reznor - voce
- Richard Patrick - chitarra
- Chris Vrenna - batteria
- Jeff Ward - batteria
- David Haymes - tastiera
- Nick Rushe - tastiera
- Lee Mars - tastiera
- James Woolley - tastiera

### Tour di The Downward Spiral (Marzo 1994 - Dicembre 1995)
(Self Destruct tour; Woodstock '94; Further Down the Spiral tour; Dissonance tour con David Bowie'; club tour con gli Helmet)
- Trent Reznor - voce
- Robin Finck - chitarra, sintetizzatore
- Danny Lohner - basso, chitarra, sintetizzatore
- Chris Vrenna - batteria

### Tour di The Fragile (Novembre 1999 - Dicembre 2000)
(Fragility v1.0; Fragility v2.0; tour europeo)
- Trent Reznor - voce
- Robin Finck - chitarra, sintetizzatore
- Danny Lohner - basso, chitarra, sintetizzatore
- Jerome Dillon - batteria
- Charlie Clouser - sintetizzatore, theremin

### Tour di With Teeth (Marzo 2005 - Luglio 2006)
(Live: With_Teeth club tour, international tour, arena tour, amphitheatre tour)
- Trent Reznor - voce
- Aaron North - chitarra
- Jeordie White - basso, chitarra, sintetizzatore
- Alessandro Cortini - sintetizzatore, chitarra, basso
- Jerome Dillon - batteria
- Josh Freese - batteria
- Alex Carapetis - batteria

### Tour di Year Zero (Febbraio 2007 - Settembre 2007)
- Trent Reznor - voce
- Aaron North - chitarra, sintetizzatore
- Jeordie White - basso, chitarra, sintetizzatore
- Alessandro Cortini - sintetizzatore, chitarra, basso
- Josh Freese - batteria

### Tour di The Slip _ Lights in The Sky Tour 2008 over North and South America (luglio 2008 - dicembre 2008)
- Trent Reznor - voce
- Robin Finck - chitarra, sintetizzatore
- Justin Meldal-Johnsen - basso, chitarra, sintetizzatore
- Alessandro Cortini - sintetizzatore, chitarra, basso
- Josh Freese - batteria

### Tour di The Slip _ Wave Goodbye Tour 2009
- Trent Reznor - voce, sintetizzatore
- Robin Finck - chitarra, sintetizzatore
- Justin Meldal-Johnsen - basso, chitarra, sintetizzatore
- Ilan Rubin - batteria

## Curiosità

### Canzoni non eseguite ai concerti
Tutte le canzoni dei NIN presenti negli album e/o singoli e mai eseguite dal vivo.
| "Purest Feeling"                              | Purest Feeling (officially unreleased) |                           |                              |
| "A Violet Fluid"                              | March of the Pigs                      |                           |                              |
| "Memorabilia" (Soft Cell cover)               | Closer to God                          |                           |                              |
| "Where Is Everybody?"                         | The Fragile                            |                           |                              |
| "10 Miles High"                               | The Fragile                            |                           |                              |
| "I'm Looking Forward To Joining You, Finally" | The Fragile                            |                           |                              |
| "Underneath It All"                           | The Fragile                            |                           |                              |
| "Ripe (With Decay)"                           | The Fragile                            |                           |                              |
| "The Great Collapse"                          | Things Falling Apart                   |                           |                              |
| "Gone, Still"                                 | And All That Could Have Been           | "The Persistence Of Loss" | And All That Could Have Been |
| "Leaving Hope"                                | And All That Could Have Been           |                           |                              |
| "All The Love In The World"                   | With Teeth                             |                           |                              |
| "Sunspots"                                    | With Teeth                             |                           |                              |
| "My Violent Heart"                            | Year Zero                              |                           |                              |
| "Another Version of the Truth"                | Year Zero                              |                           |                              |
| "Zero-Sum"                                    | Year Zero                              |                           |                              |

### Canzoni eseguite solo ai concerti
Canzoni dei NIN eseguite solo ai concerti, o che non hanno avuto posto negli album in studio.
| Canzone             | Note |
| ------------------- | --- |
| "Slate"             | Intro per "Sanctified" suonata durante il Pre-Pretty Hate Machine tour. Versione demo disponibile nel bootleg Purest Feeling.      |
| "Maybe Just Once"   | Versione demo disponibile nel bootleg Purest Feeling.                                                                              |
| "Twist"             | Versione alternativa di "Ringfinger", ma con un testo completamente diverso. Versione demo disponibile nel bootleg Purest Feeling. |
| "Sex Dwarf"         | Soft Cell cover, eseguiti solamente durante il Pre-Pretty Hate Machine tour, disponibile nel VHS Closure.                          |
| "Hate Intro"        | Intro usata per "Terrible Lie" durante i concerti del Hate '90 tour. Versione in studio inclusa in Closure.                        |
| "Now I'm Nothing"   | Altra intro di "Terrible Lie", usata nel 1991. Versione live disponibile in Closure.                                               |
| "Non-Entity"        | Eseguita nel 2005 per ricordare l'Uragano Katrina. Versione completa disponibile in Beside You in Time.                            |
| "Not So Pretty Now" | Suonata qualche volta durante il tour di With Teeth.                                                                               |